# Karen Schönwälder

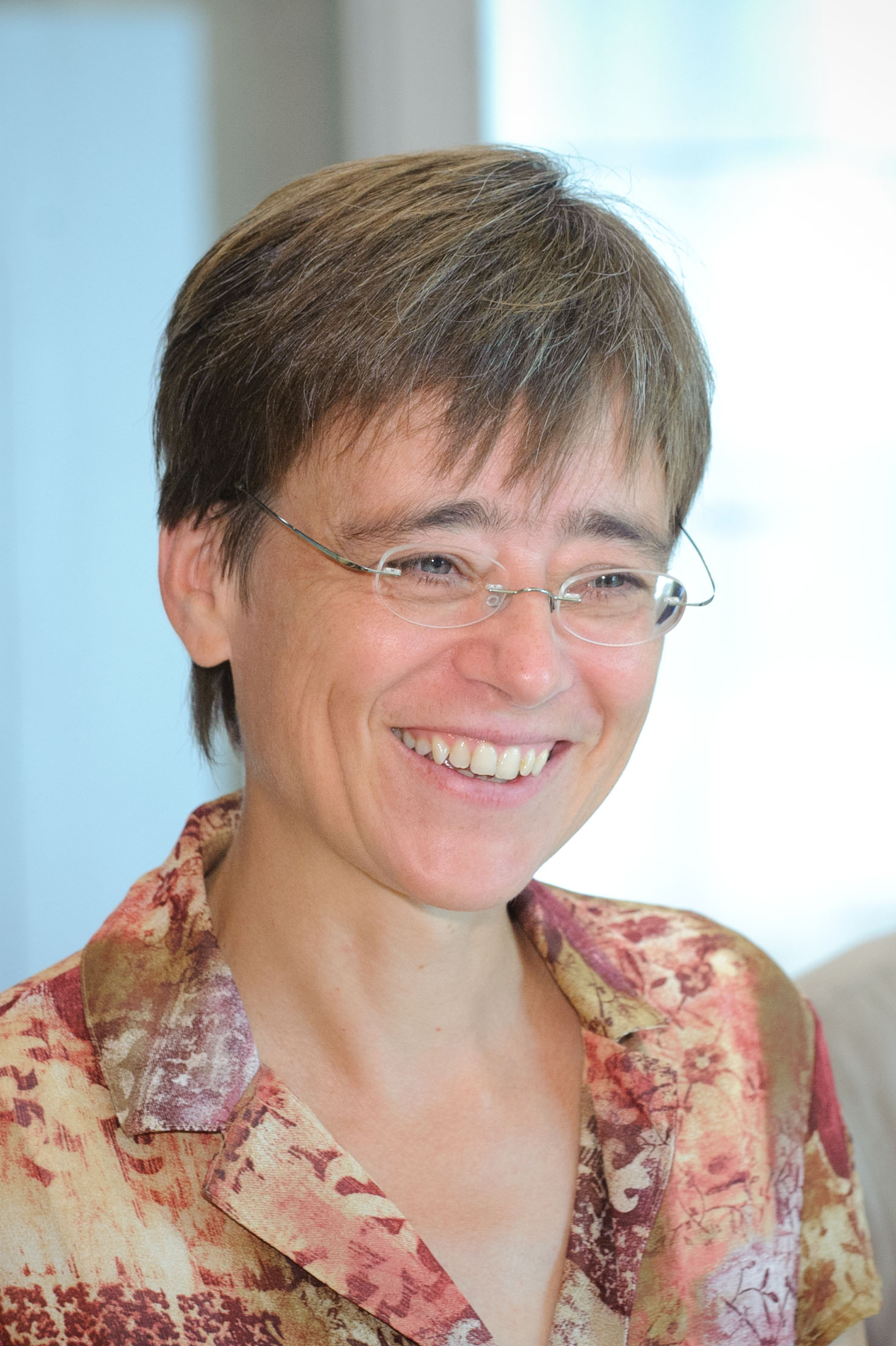
Karen Schönwälder (2011)

Karen Schönwälder (* 1959 in Berlin) ist eine deutsche Politikwissenschaftlerin.
Karen Schönwälder wuchs in Kairo auf. Sie studierte in Marburg und wurde dort 1990 promoviert. 2001 habilitierte sie sich an der Justus-Liebig-Universität in Gießen mit einer Arbeit über die englische und deutsche Integrationspolitik von den 1950er bis in die 1970er Jahre. Nach Gastprofessuren in Haifa und einer Vertretung einer C4-Professur in Freiburg im Breisgau leitete sie von 2003 bis 2007 die Arbeitsstelle Interkulturelle Konflikte und gesellschaftliche Integration am Wissenschaftszentrum Berlin für Sozialforschung. Seit Juni 2008 ist sie Mitarbeiterin am Max-Planck-Institut zur Erforschung multireligiöser und multiethnischer Gesellschaften, Göttingen. Schönwälder ist seit Anfang 1998 Mitherausgeberin der Blätter für deutsche und internationale Politik.

## Schriften (Auswahl)
- Historiker und Politik. Geschichtswissenschaft im Nationalsozialismus (= Historische Studien. Bd. 9). Campus-Verl, Frankfurt am Main u. a. 1992, ISBN 3-593-34762-8 (Zugleich: Marburg, Universität, Dissertation, 1990: Geschichtswissenschaft im Nationalsozialismus.).
- mit Frank Unger und Andreas Wehr: New Democrats, New Labour, Neue Sozialdemokraten. Elefanten-Press, Berlin 1998, ISBN 3-88520-702-8.
- als Herausgeberin mit Roger Bartlett: The German Lands and Eastern Europe. Essays on the History of their Social, Cultural and Political Relations. Houndmills, Macmillan Press, London 1999, ISBN 0-312-21759-5.
- als Herausgeberin mit Imke Sturm-Martin: Die britische Gesellschaft zwischen Offenheit und Abgrenzung. Einwanderung und Integration vom 18. bis zum 20. Jahrhundert. (= Arbeitskreis Deutsche England-Forschung. Veröffentlichung. Bd. 46). Philo-Verlags-Gesellschaft, Berlin u. a. 2001, ISBN 3-8257-0239-1.
- Einwanderung und ethnische Pluralität. Politische Entscheidungen und öffentliche Debatten in Großbritannien und der Bundesrepublik von den 1950er bis zu den 1970er Jahren. Klartext-Verlag, Essen 2001, ISBN 3-89861-057-8.
- als Herausgeberin mit Rainer Ohliger und Triadafilos Triadafilopoulos: European Encounters. Migrants, Migration and European Societies since 1945. Ashgate, Aldershot u. a. 2003, ISBN 0-7546-3086-2.
- mit Dita Vogel und Giuseppe Sciortino: Migration und Illegalität in Deutschland (= AKI-Forschungsbilanz. Bd. 1 ZDB-ID 2195612-1). Arbeitsstelle Interkulturelle Konflikte und Gesellschaftliche Integration (AKI), Berlin 2004 (In englischer Sprache: Migration and illegality in Germany. ebenda 2006).
- Sandra Wagner, Holger Seibert und Veysel Özcan: Migration, Ethnizität und Schule: Die amtlichen Statistiken der Niederlande, Schwedens und Kanadas. In: Bundesministerium für Bildung und Forschung (Hrsg.): Migrationshintergrund von Kindern und Jugendlichen. Wege zur Weiterentwicklung der amtlichen Statistik (= Bildungsreform. Bd. 14, ZDB-ID 2206207-5). BMBF, Berlin 2005, S. 103–115, online (PDF; 1,6 MB).
- Janina Söhn und Ines Michalowski: Sprach- und Integrationskurse für MigrantInnen: Die AKI-Forschungsbilanz kurz gefasst (= AKI-Forschungsbilanz. Bd. 3). Arbeitsstelle Interkulturelle Konflikte und Gesellschaftliche Integration (AKI), Berlin 2005.
- als Herausgeberin mit Sigrid Baringhorst und Uwe Hunger: Politische Steuerung von Integrationsprozessen. Intentionen und Wirkungen VS Verlag für Sozialwissenschaften, Wiesbaden 2006, ISBN 3-531-15173-8.
- mit Janina Söhn: Siedlungsstrukturen von Migrantengruppen in Deutschland. Schwerpunkte der Ansiedlung und innerstädtische Konzentrationen (= Arbeitsstelle Interkulturelle Konflikte und Gesellschaftliche Integration. Discussion papers. 2007, 601, ZDB-ID 2514735-3). Unter Mitarbeit von Nadine Schmid. WZB, Berlin 2007, online.
- als Herausgeberin: Residential Segregation and the Integration of Immigrants. Britain, the Netherlands and Sweden (= Arbeitsstelle Interkulturelle Konflikte und Gesellschaftliche Integration. Discussion papers. 2007, 602). WZB, Berlin 2007, online.